# Starship Troopers: The Roleplaying Game
«Starship Troopers: The Roleplaying Game» — настольная ролевая игра, выпущенная Mongoose Publishing в 2005 году. Игра основана на романе «Звёздный десант» Роберта Хайнлайна, но в ней также присутствуют отсылки к фильмам «Звёздный десант», «Звёздный десант 2: Герой Федерации» и мультсериалу «Звёздный десант: Хроники». Игра была издана по лицензии Sony Pictures. Существует два вида издания игры: оригинальное, опубликованное в 2005 году и карманное, опубликованное в 2006.

## Дополнения
К игре в 2005 и 2006 годах вышло несколько дополнений:
- Starship Troopers RPG
- Starship Troopers RPG Pocket Adition
- Blase of Glory 1: Alamo Bay
- Starship Troopers Floorplans
- The Selvache Incident
- Boot Camp
- The United Sitizen's Federations
- The Arachnid Empire
- Mobile Infantry Field Manual
- Ambush at Altair

## Процесс
Игроки в основном играют за десантников из мобильной пехоты, но возможность играть за жуков всё же предоставляется. Десантники мобильной пехоты делятся на несколько классов:

### Классы мобильной пехоты
- Десантник
- Капеллан
- Связист
- Инженер
- Медик
- Ветеран
- Легкобронированный солдат
- Водитель робота-«мародёра»
- Неодог-Хендлер
- Офицер
- Сыщик
- Снайпер

### Другие классы
В игре также присутствуют и другие классы, предусмотренные на случай того, если игроки решат не играть за членов мобильной пехоты.
- Спецагент
- Телепат
- Счастливчик
- Гражданский
- Офицер космического флота
- Рейдер
- Запоминающийся человек

### Оружие и снаряжение
Оружие и снаряжение, использующиеся в игре, в основном взяты из фильмов, сериалов и романа, но встречается и оригинальное уникальное снаряжение.

### Враги
В игре также присутствуют арахниды (или скинни), являющиеся врагами десантников, с которыми те сражаются. Класс арахнидов состоит из нескольких подвидов, включая различных жуков-воинов, изображённых в фильмах.

## Переиздание
Некоторое время игра находилась в процессе переделки с использованием набора правил из ролевой игры Traveller. Она должна была включать все ранее использовавшиеся расы, а также несколько новых (терраны, арахниды, скинни, форт и ковен). Однако с тех пор компания Mongoose Publishing потеряла лицензию на логотип «Звёздный десант», поэтому игра так и не была переиздана, как изначально планировалось.